# Église Saint-Martin de Boussac-Bourg
L'église Saint-Martin est une église catholique située à Boussac-Bourg, en France.

## Localisation
L'église est située dans le département français de la Creuse, sur la commune de Boussac-Bourg.

## Historique
L'édifice est classé au titre des monuments historiques en 1930.

## Photothèque

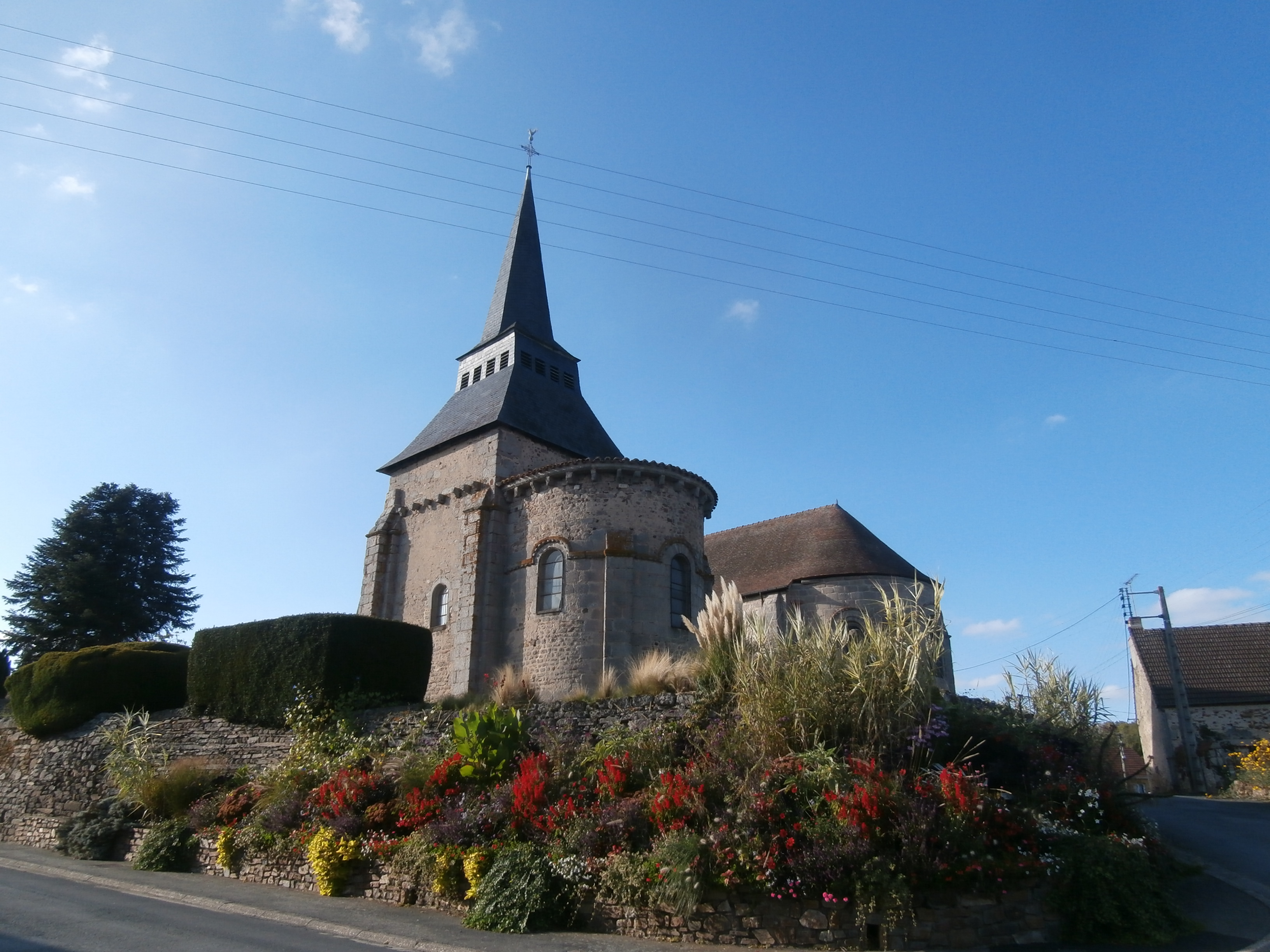
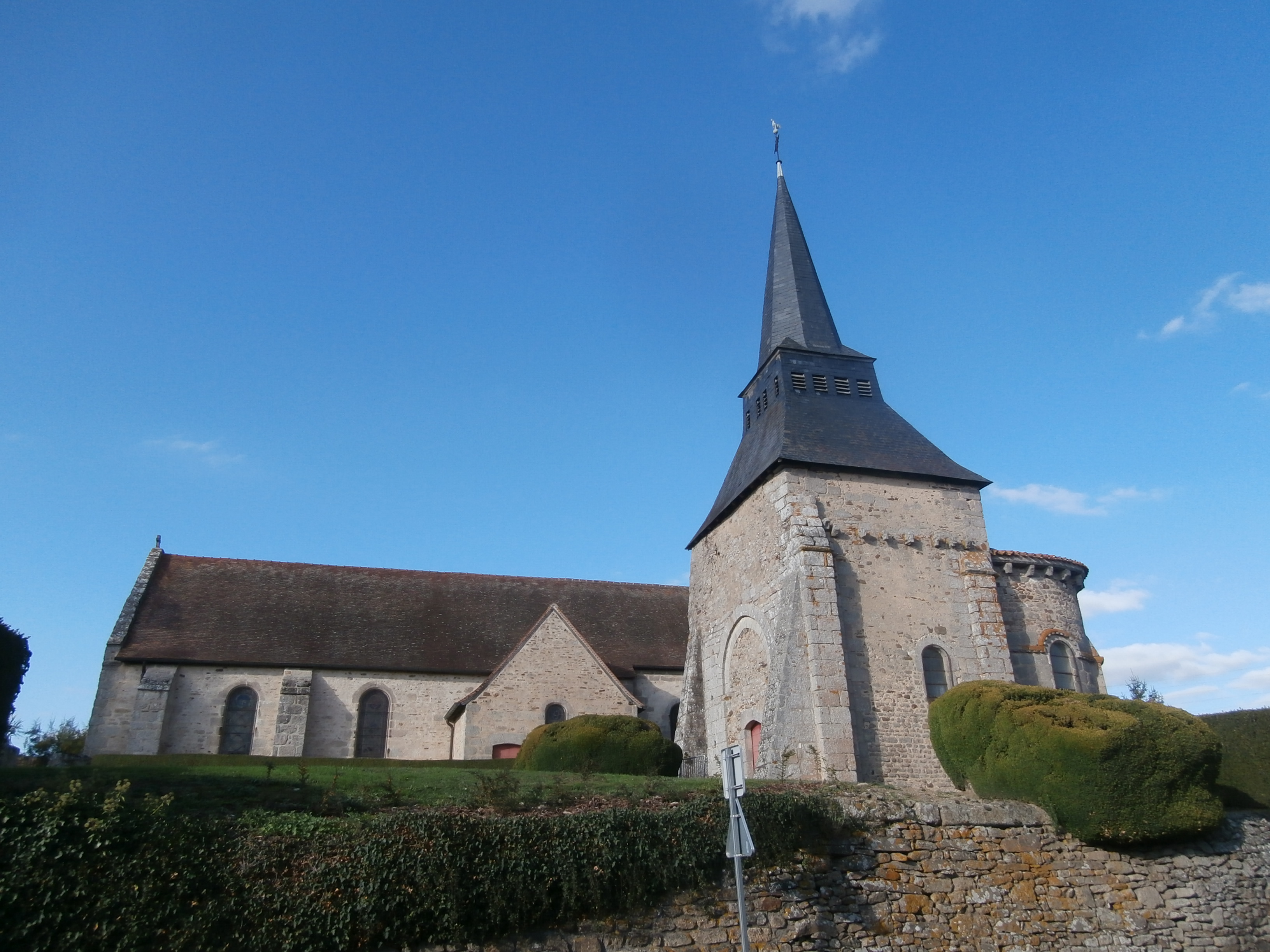